# Botsch

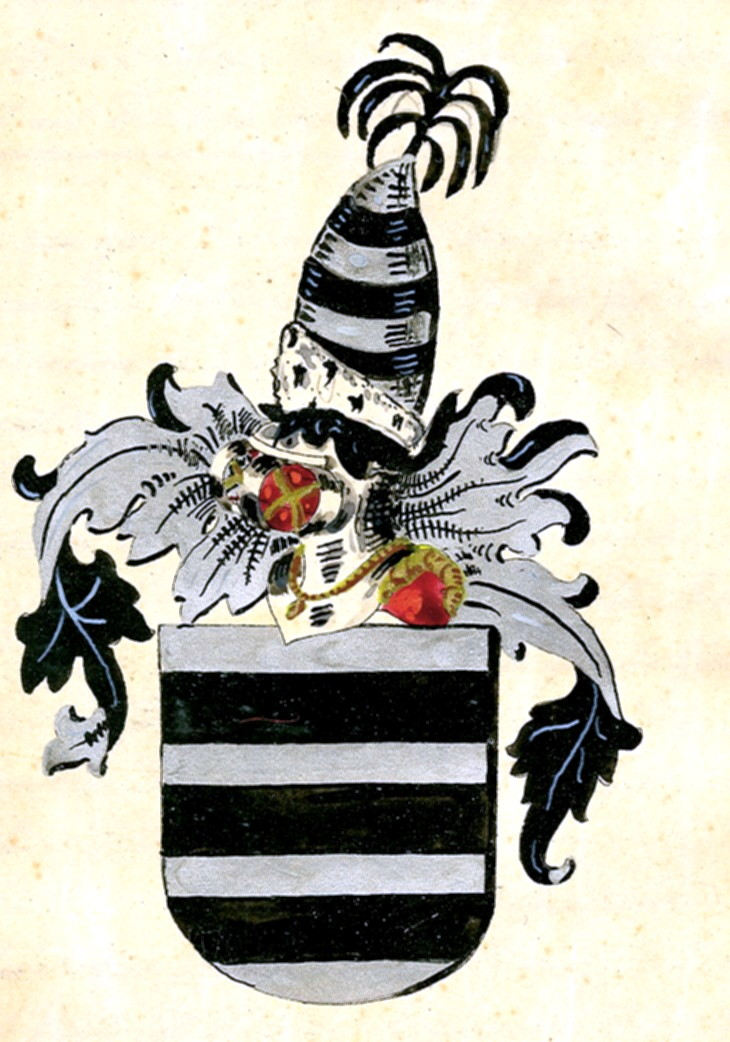
Wappen der Botsch von Zwingenberg

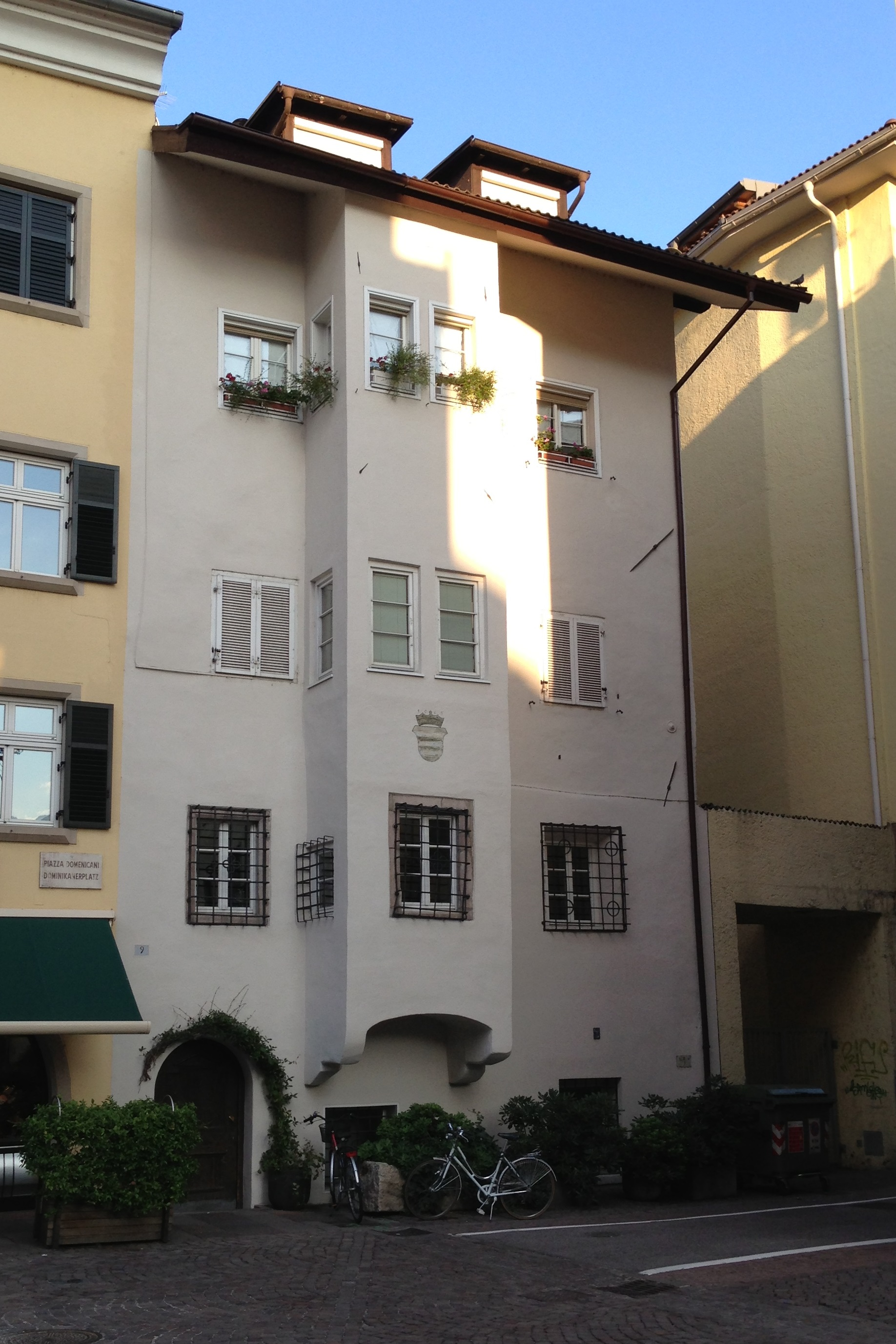
Das Haus des ehemaligen Bozner Zolls am Eisack, Dominikanerplatz 9, mit dem Wappen der Botsch

Botsch (zuvor de Rossi, de Bambarossi, dann Botzo de Rossi) ist der Name eines Adelsgeschlechts aus dem mittelalterlichen Tirol, das ursprünglich aus Florenz stammt.

## Geschichte
Die Familie hatte sich anfänglich in Bozen angesiedelt, stammte aber ursprünglich aus Florenz und nannte sich dort de Rossi oder auch de Bambarossi. Ihr ursprünglicher Name änderte sich von Botzo de Rossis durch Wegfall des Zunamens in Botsch, so ist 1336 Bozo de Florencia theolonarius in Bozano (Zöllner in Bozen) urkundlich nachgewiesen.
Mit der Erhebung in den Adelsstand im 14. Jahrhundert begann der Aufstieg der Botschen zu einer der bedeutendsten Familien Tirols. Ihre Mitglieder machten zahlreiche Stiftungen und Schenkungen an kirchliche Institutionen, insbesondere das Dominikanerkloster Bozen, und waren im Spätmittelalter in der Landesverwaltung Tirols tätig.
Ähnlich den Vintlern kamen die Botsch im 14. Jahrhundert in den Besitz von Burgen im Bozner Raum: 1390 erscheinen sie als Inhaber der Burg Kasatsch oberhalb der Ortschaft Nals sowie wenig später, im Jahr 1397, von Burg Salurn und dessen Gerichtssprengel. Seit 1417 waren sie dazu Lehnsnehmer der Zwingenburg bei Tisens-Prissian, und seit 1468 auch von Burg Auer bei Dorf Tirol. Aus diesem Grunde nannten sich Mitglieder dieser Familienlinie nachfolgend auch Botsch von Auer und Zwingenberg. Als weiteres Lehen erhielten die Botsch 1498 die Burg Goien bei Schenna. Auch hatten die Botsch den Bozner Zoll am Eisack inne, der gegenüber der Dominikanerkirche erhoben wurde.
Besondere urkundliche Erwähnung fanden die Familienmitglieder Christoph Botsch, der in den Jahren 1460–1471 und 1476–1478 Landeshauptmann an der Etsch und Burggraf zu Tirol war, und Simon Botsch, der als Oberhofmeister der Kinder Kaiser Ferdinands I. erscheint.
Simon Botsch heiratete Sibilla von Welsberg-Villanders. Seine Tochter Maria Botsch von Zwingenberg zu Auer heiratete wiederum Franz Hendl (* ?; † 1. September 1591). Deren Allianzwappen aus zwei Schilden ist als Wappenstein an der Nordostseite des Kernschlosses von Schloss Goldrain im Vinschgau (Südtirol) zu finden.
Ein weiteres wichtiges Familienmitglied war Blasius Botsch. Er war der Sohn von Heinrich Botsch. Seine Mutter hieß Luzia. Blasius wurde vermutlich in der zweiten Hälfte des 14. Jahrhunderts geboren. Kurz nach 1400 befand er sich im Dienst des Tiroler Landesfürsten Friedrich mit der leeren Tasche. Am 8. August 1410 richtete Blasius Botsch im Auftrag des Herzogs einen Absagebrief an Heinrich VI. von Rottenburg. Damit begann die Belagerung der Leuchtenburg. Blasius Botsch hatte noch drei Brüder, Hans, Georg und Heinrich.
Als die Botsch 1637 im Mannesstamm erloschen, ging ihr Wappen an die Familie „von Stachelburg“ über.

Herr Christoffel Botsch, gefallen 1386 bei Sempach
Herr Niclaus Botsch, gefallen 1386 bei Sempach

## Wappen
Blasonierung nach Johann Siebmacher: In Silber drei schwarze Balken.